# Anthoxanthinae
Anthoxanthinae, podtribus trava (Poaceae). Danas se u njega uključuje samo jedan rod, Anthoxanthum, sa 42 vrste. Vrste roda  Hierochloe R.Br., sa svojih 39 vrsta uklopljene su u rod Anthoxanthum.